# 凱米耶爾維

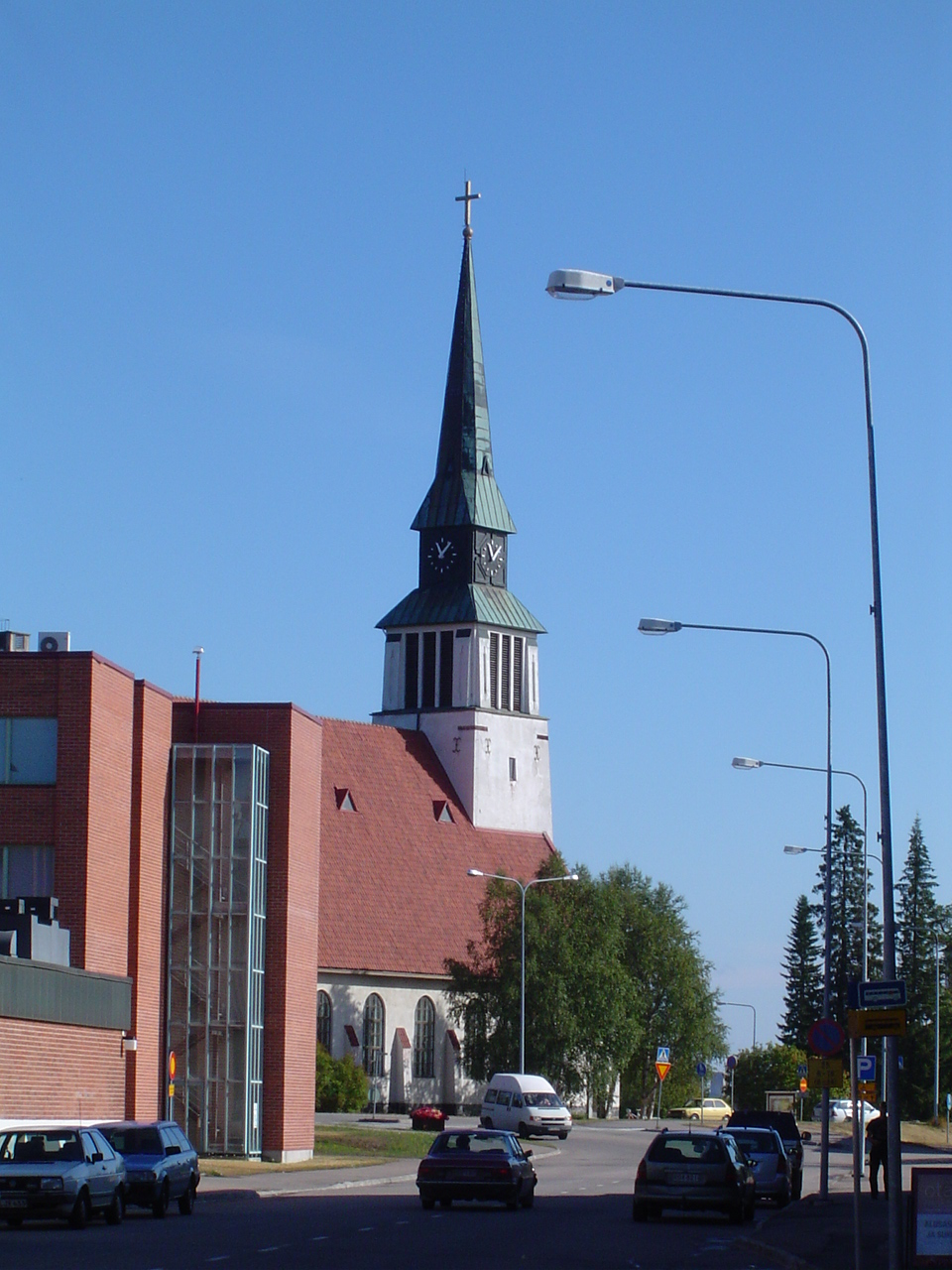
凯米耶尔维教堂

凱米耶爾維（芬蘭語：Kemijärvi）是芬蘭的市鎮，位於該國北部，距離羅瓦涅米86公里，在拉普蘭區内。面積3,931.44平方公里，2012年人口8,277，其中約99%居民的母語是芬蘭語。

## 姐妹城市
- 中国伊春市[1]（2017年9月22日）

## 外部連結
- 凯米耶尔维市官方网站（页面存档备份，存于） （文）
- 凯米耶尔维旅游信息（页面存档备份，存于） （英文） （文） （德文） （俄文）